# Tokio (альбом)
Tokio — дебютный студийный альбом группы TOKiO, издан в 2004 году.

## Об альбоме
Tokio предшествовали появление группы, обретение ею известности благодаря песням «Снег», «Звезда», «Сердце», вошедшим в альбом, получение премии «Музыкальное открытие года» на фестивале Максидром-2003. Раскруткой альбома занималась компания «Кушнир Продакшн». Презентация альбома прошла 17 марта 2004 года в клубе Б2. Альбом оказался достаточно популярным, но не везде был встречен «на ура»: некоторые критики и журналисты посчитали, что стиль песен, а равно как и альбом группы напоминает стилистику группы Мумий Тролль. Солист — Ярослав Малый.

## Список композиций
1. «Снег» 3:15
2. «Сердце» 3:59
3. «Звезда» 3:41
4. «Только ты» 5:12
5. «Пальцы-наручники» 4:37
6. «Белый снег Антарктиды» 5:13
7. «Помоги мне» 5:50
8. «Москва» 3:40
9. «To be number one» 6:08
10. «По венам» 3:14
11. «Сердце» (Remix) 4:57
12. «Снег» (Remix) 4:15